# نظام معسكر الترشيح في الشيشان
استخدمت القوات الفيدرالية الروسية معسكرات الترشيح أو نقاط الترشيح (الاسم الرسمي) لمراكز الاعتقال الجماعي خلال الحروب الشيشانية الأولى في الفترة 1994-1996 ثم مرة أخرى خلال حرب الشيشان الثانية بين عامي 1999 و 2003.

## نظام الترشيح/التصفية
تم إنشاء نظام "معسكر الترشيح" الأصلي، الذي يديره المفوضية الشعبية للشؤون الداخلية  في الاتحاد السوفيتي، في عام 1945 للمواطنين السوفيت الذين سبق أن احتجزهم الألمان أثناء الحرب العالمية الثانية. أكثر من أربعة ملايين من أسرى الحرب السوفيتية السابقين والمعتقلين المدنيين (معظمهم من عمال القسرى السابقين في ألمانيا) مروا بمئات من "معسكرات الترشيح" هذه (يشار إليها أحيانًا باسم "معسكرات مراقبة الترشيح"، أو "معسكرات تصفية الترشيح" أو "التحقق من صحة" معسكرات الترشيح ") خلال أواخر 1940.
ظهر مرة أخرى مصطلح «نقطة الترشيح» خلال الحرب الشيشانية الأولى كاسم للمرافق التي تم إنشاؤها بطريقة غير قانونية لغرض احتجاز الأشخاص المحتجزين من قبل القوات الفيدرالية في سياق عملية "لاستعادة النظام الدستوري" على أراضي الشيشان الجمهورية في 1994-1996. خلال الحرب الشيشانية الثانية، التي بدأت في عام 1999، حصلت بعض مرافق «الترشيح» على الوضع القانوني لعوازل التحقيق (SIZO) التابع لوزارة العدل وعوازل الاحتجاز المؤقت (IVS) التابع لوزارة الداخلية، ولكن مع وجود وضع قانوني غير واضح كما أنه ليس هناك أساس واضح في القانون الجنائي للاتحاد الروسي.
وفقًا لمجموعة ميموريال الروسية لحقوق الإنسان، «وفقًا للتقديرات الأكثر تواضعًا»، فإن العدد الإجمالي لمن مروا عبر «نقاط الترشيح» المخصصة يصل إلى 200000 شخص على الأقل (من سكان الشيشان الذين يقل عددهم عن مليون شخص) الذين تعرضوا «جميعهم تقريبًا» للضرب والتعذيب، كما تم إعدام بعضهم دون محاكمة. وفقًا لـ «ميموريال»، فإن الغرض من نظام «الترشيح» في الشيشان، إلى جانب كونه جزءًا من نظام إرهاب الدولة العام لقمع وتخويف السكان، كان إنشاء شبكة من المخبرين من خلال التجنيد القسري، وتميز بعدم-الاختيار، وهذا عن طريق الاعتقالات التعسفية والاعتقالات الجماعية للأشخاص الأبرياء.
في أكتوبر عام 2000، نشرت منظمة مراقبة حقوق الإنسان "HRW" تقريرها الاستقصائي المكون من 99 صفحة، والمعنون ب«مرحبًأ بكم في الجحيم»، الذي يشرح بالتفصيل كيف احتجزت القوات الروسية الآلاف من الشيشان، حيث تم احتجاز العديد منهم بشكل تعسفي، دون أي دليل على ارتكابهم أي مخالفات. قام الحراس في مراكز الاحتجاز بضرب المعتقلين الشيشان بشكل منتظم، حيث تعرض بعضهم للاغتصاب أو لأشكال أخرى من التعذيب. ولم يتم إطلاق سراح معظمهم إلا بعد أن دفعت عائلاتهم رشاوى كبيرة للمسؤولين الروس.
لاحظت منظمة مراقبة حقوق الإنسان "HRW" أنه على الرغم من قرار لجنة الأمم المتحدة لحقوق الإنسان برعاية الاتحاد الأوروبي الذي يحث روسيا على إنشاء لجنة تحقيق وطنية من شأنها تحقيق المساءلة عن الإساءات، فإن السلطات الروسية لم تبذل أي جهد يتسم  بالمصداقية والشفافية للتحقيق في هذه الانتهاكات ولتقديم الجناة إلى العدالة.

## «نقاط الترشيح/التصفية» في الحرب الشيشانية الثانية
في عام 2006، نشرت جماعات حقوق الإنسان في روسيا دليل وثائقي على وجود مركز تعذيب سري في قبو مدرسة سابقة للأطفال الصم في مقاطعة أوكتيابرسوكي في غروزني، وقد زعموا أنها كانت تستخدم من قبل وحدة الشرطة الخاصة الروسية "O M O N " والتي كانت تتمركز في مكان قريب في أوائل العقد الأول من القرن العشرين وذلك لاحتجاز مئات الأشخاص وتعذيبهم وقتلهم، ثم إلقاء جثثهم في الشيشان (وقد تم إدانة عضو الوحدة سيرجي لابين في عام 2005 بتهمة تعذيب الطالب الشيشاني زليمخان مردالوف، وهو أحد «المختفين» الذين ما زالوا في عداد المفقودين). وقال النشطاء إنهم جمعوا الأدلة في الوقت المناسب قبل هدم المباني المخصصة للقبو في محاولة تستر واضحة.